# Ralph de Vries

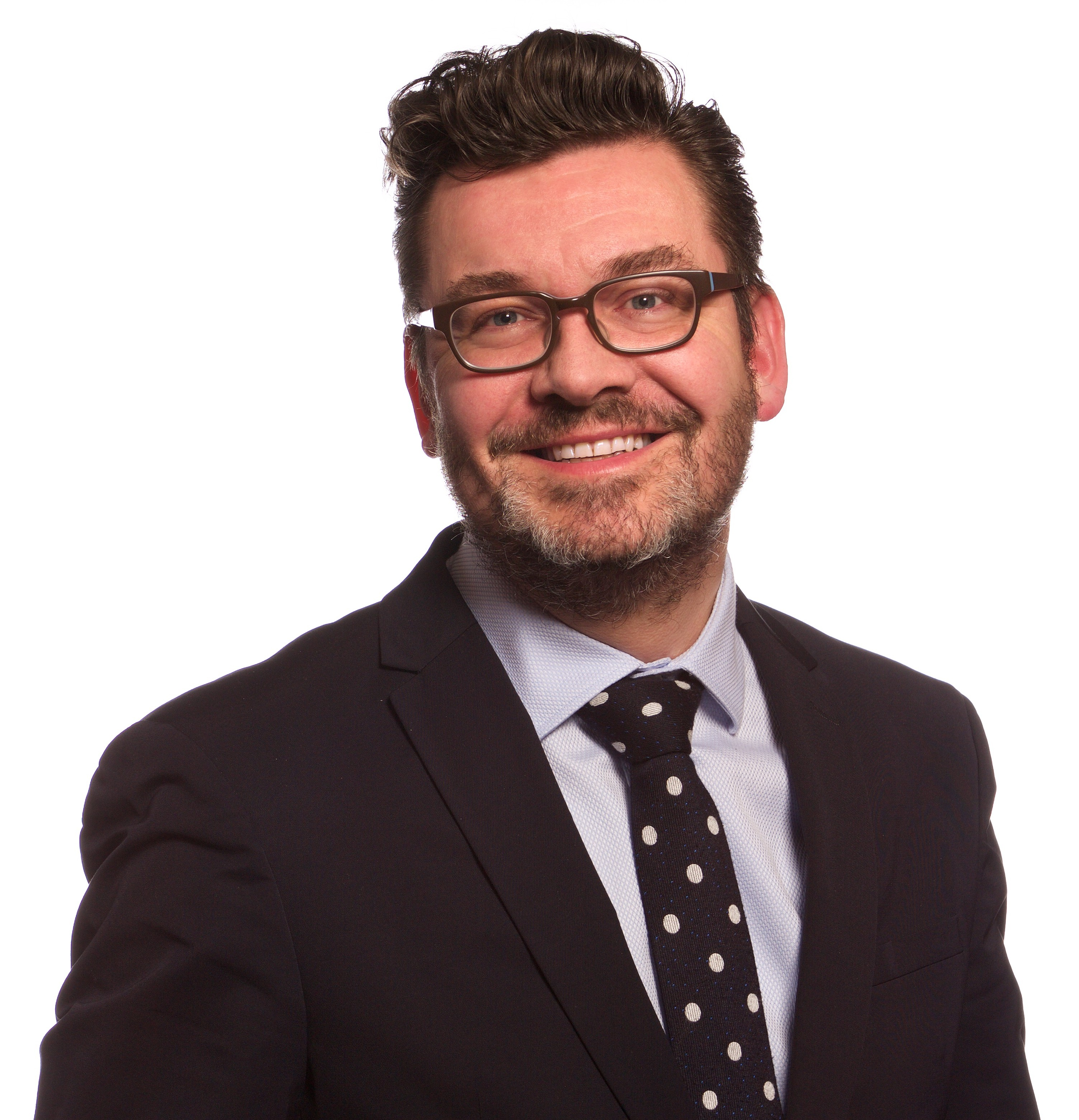
Ralph de Vries, 2015

Ralph de Vries (Utrecht, 21 maart 1967) is een Nederlands politicus van D66. Hij was vanaf 18 april 2011 tot voorjaar 2015 lid van Gedeputeerde Staten van de provincie Utrecht en van 26 mei tot 23 november 2015 gedeputeerde van de provincie Noord-Holland. Zijn bestuurlijke portefeuille in Utrecht omvatte wonen en binnenstedelijke ontwikkeling, bodem, water en milieu, recreatie en Europa en zijn portefeuille in Noord-Holland betrof duurzaamheid, energie, bestuur en cultuur.

## Carrière
De Vries studeerde geschiedenis van de internationale betrekkingen aan de Universiteit van Utrecht. Tijdens zijn studie was hij stagiair op het Ministerie van Buitenlandse Zaken op de afdeling mensenrechten, alwaar hij meewerkte aan het handboek mensenrechten voor Europese diplomaten. Daarna deed hij een stage bij europarlementariër Doeke Eisma (D66) op het gebied van euregionale samenwerking en werkte hij bij de Tweede Kamerfractie en op het Landelijk Secretariaat van D66. Bij de Tweede Kamerfractie was hij medewerker voor het vernieuwingsproject Voor de verandering. Op het Landelijke Secretariaat ondersteunde hij de internationaal secretaris en coördineerde hij de activiteiten van de Stichting Internationaal Democratisch Initiatief. Namens D66 was hij tevens coördinator bij de Stichting voor het Nieuwe Zuid-Afrika en diens opvolger het Nederlands Instituut voor Meerpartijendemocratie.
In 2000 werd De Vries lid van de gemeenteraad van Utrecht. Van 2003 tot 2011 was hij lid van Provinciale Staten van Utrecht. In de periode 2003-2007 als vice-fractievoorzitter en vanaf 2007 als fractievoorzitter. Zijn portefeuille besloeg in die perioden onder andere ruimtelijke ordening. In 2008 werd hij tevens tot vicevoorzitter van Provinciale Staten gekozen.